# Susanne Riess
Susanne Riess (Braunau am Inn, 3 de enero de 1961) es un expolítica austriaca del Partido de la Libertad de Austria (FPÖ) y actual CEO del Wüstenrot-Gruppe.

## Biografía
En el primer gobierno encabezado por el canciller Wolfgang Schüssel, que fue inaugurado en 2000, se convirtió en vicecanciller y Ministra de Servicios Públicos y Deportes, representando a su partido en la coalición con el Partido Popular Austríaco (ÖVP) de Schüssel. El Partido de la Libertad había terminado segundo en las elecciones de 1999, por lo que su líder, Jörg Haider, debería haberse convertido en canciller en cualquier coalición con el ÖVP, que terminó tercero. Sin embargo, Haider cedió a Schüssel el puesto para apaciguar a la opinión internacional. Aunque esto debería haberlo puesto en línea para convertirse en vicecanciller, se dio cuenta de que era demasiado controvertido para tener algún papel en el gobierno. Por lo tanto, renunció como líder del partido en favor de Riess-Passer, que había sido directora ejecutiva del FPÖ desde 1996.
En el transcurso de la formación del gobierno en 2000, se convirtió en presidenta y líder del FPÖ. Era conocida por ser leal a Haider, lo que le valió el apodo de Königskobra (cobra real).
Después de graves desacuerdos con su antiguo mentor político Haider en el verano de 2002 (el llamado Knittelfeld Putsch), renunció a todos sus cargos, al igual que el ministro de Finanzas Karl-Heinz Grasser y el portavoz del partido en el parlamento, Peter Westenthaler. Después de las elecciones de 2002, siguió siendo vicecanciller de forma provisional hasta que la coalición entre ÖVP y FPÖ se renovó a principios de 2003, y desde entonces no ha tenido participación en la política.
Desde 2004, Riess-Passer ha sido el CEO del Wüstenrot-Gruppe.

## Vida personal
En 2022 se casó con el Comisario Europeo Johannes Hahn.